# Petar Matić Dule

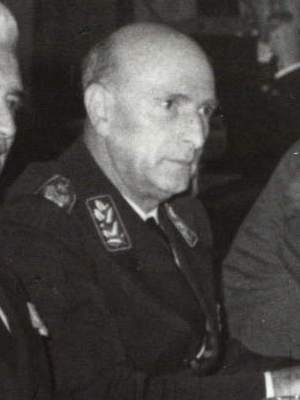
Petar Matić (1978)

Petar Matić Dule (* 6. Juli 1920 in Irig (Syrmien), Jugoslawien; † 4. Oktober 2024 in Belgrad) war ein jugoslawischer Generalleutnant und Politiker.

## Leben
Petar Matić trat bereits als Schüler der Kommunistischen Partei Jugoslawiens bei. Nach Beginn des deutschen Überfalls auf Jugoslawien schloss er sich der Volksbefreiungsarmee an. Dort verwendete er den Decknamen Dule. Er war Kommandeur verschiedener Brigaden in der Vojvodina. Am Kriegsende war er Oberstleutnant und absolvierte eine Schulung in Moskau. 1953 wurde er zum Generalmajor befördert. 1980 ging er im Rang eines Generalleutnants in Pension.
Von 1978 bis 1980 sowie ab 1986 gehörte Matić dem Zentralkomitee des Bundes der Kommunisten Jugoslawiens an. Ab 1982 war er Mitglied im Präsidium der Partei, dort war er für den Bereich Wirtschaftspolitik zuständig. Ab 1986 war er Präsidiumsmitglied des Jugoslawischen Veteranenverbandes.

## Ehrungen
1951 wurde Matić zum Volkshelden Jugoslawiens (Narodni heroj Jugoslavije) ernannt. Er galt als letzter noch lebender Träger dieses Ehrentitels.

## Familie
Matićs Mutter starb im KZ Jasenovac, sein Vater wurde während des Krieges zu Tode gefoltert. Alle fünf Geschwister waren Partisanen. Seine Schwester Anka Matić Grozda (1918–1944) wurde 1953 zum Volkshelden Jugoslawiens erklärt.
Matić war verheiratet und hatte zwei Töchter. Er lebte in Belgrad.